# Erwin Schmider
Erwin Schmider   (Kinzigtal, 26 d'agost de 1938) és un antic pilot de motociclisme alemany, guanyador d'onze Campionats d'Europa d'enduro en diverses categories i membre de l'equip de la RFA que guanyà el Trofeu als ISDT de 1961 i el Vas als de 1966. Schmider va participar en vint-i-una edicions dels ISDT, setze de les quals les acabà amb medalla d'or i dues, com a guanyador absolut (1966 i 1967). Al llarg de la seva carrera, aconseguí vint-i-un campionats d'Alemanya d'enduro i quatre de motocròs, nou medalles d'or OMK de trial i un total de més de 1.000 medalles i trofeus.
Considerat sovint «el millor pilot fora d'asfalt de tots els temps» (el 1977, l'ADAC el nomenà «el pilot fora d'asfalt més reeixit del món») Schmider fou un dels pilots d'enduro més cèlebres durant les dècades del 1960 i 1970, al costat de Květoslav Mašita (amb deu títols europeus) i Rolf Witthöft (amb vuit tìtols).

## Trajectòria esportiva
Nascut a Kinzigtal, un districte de Wolfach, a la Selva Negra, Schmider s'interessà pel motociclisme des de jove. Gran admirador del pilot oficial de NSU Werner Haas, quan va poder es va comprar una NSU Max i va començar a competir. El 1956 va disputar la seva primera prova d'enduro i dos anys més tard, en va guanyar el seu primer Campionat d'Alemanya amb la NSU. El 1959, l'OMK l'inclogué a l'equip estatal per al Trofeu dels ISDT. Guanyà aquest preuat trofeu el 1961, com a membre de l'equip de la RFA, a Llandrindod Wells, Gal·les. Cinc anys després va formar part també de l'equip que va guanyar el Vas a Villingsberg, Suècia. A les edicions de 1967 (Zakopane, Polònia) i 1977 (Považská Bystrica, Txecoslovàquia), Schmider fou el vencedor absolut.
Pel que fa al campionat europeu, el 1968 en va guanyar el seu primer títol amb una Jawa en la cilindrada de superiors a 350 cc. L'any següent revalidà el títol i el 1970, ja amb Zündapp, guanyà el de 175 cc. Des d'aleshores, sempre amb Zündapp, anà guanyant un títol europeu anualment fins al 1978, mentre canviava de cilindrada de tant en tant. En total, va guanyar onze campionats consecutius, repartits en les cilindrades de 50, 100, 175 i superiors a 350 cc. Erwin Schmider va posar fi a la seva llarga carrera esportiva el 1988, després de 33 anys d'activitat.
El 13 de març de 1969, com a reconeixement als seus nombrosos èxits, li fou concedida la Silbernes Lorbeerblatt. A Wolfach, on viu, hi té un carrer dedicat, l'Erwin-Schmider-Straße.

## Palmarès

### Campionat d'Europa d'enduro
- 2 Campionats d'Europa d'enduro en +350cc (1968 i 1969)
- 6 Campionats d'Europa d'enduro en 175cc (1970 a 1975)
- 2 Campionats d'Europa d'enduro en 50cc (1976 i 1977)
- 1 Campionat d'Europa d'enduro en 100cc (1978)

### ISDT
- 1 Victòria al Trofeu (1961)
- 1 Victòria al Vas (1966)
- 2 Victòries absolutes (1967 i 1977)

### Campionat de la RFA de motocròs
- 4 vegades Campió (1966-1967, 1971, 1974)[7]